# Münchenwiler
Münchenwiler (franska: Villars-les-Moines) är en ort och kommun i distriktet Bern-Mittelland i kantonen Bern i Schweiz. Kommunen har 564 invånare (2023).
Kommunen är en exklav till kantonen Bern och omges helt av kantonen Fribourg.